# H-II Transfer Vehicle
H-II Transfer Vehicle (скор. HTV) — японський безпілотний вантажний космічний корабель, призначений для дооснащення експериментального модуля «Кібо» (або інших компонентів міжнародної космічної станції, у разі необхідності).
Проєкт корабля почали розробляти на початку 1990-х років Японським агентством аерокосмічних досліджень (англ. JAXA). Спочатку перший запуск планувався на 2001р.
10 вересня 2009 року о 17:01:46 UTC відбувся перший запуск корабля.

## Історія проєкту
У 1988 році, Японія, Канада, США, ЄКА підписали угоду про співпрацю між урядами держав-членів (IGA) про роботу над спільною космічною станцією. Росія приєдналася в 1993 році до проєкту Міжнародної космічної станції й долучилася до концепції створення корабля у 1994 році.
У результаті Японія почала створювати ескізний проєкт літального апарата для космічної станції у 1995 році та почала розвивати у 1997 концепцію HTV. Меморандум про взаєморозуміння щодо створення космічної станції був підписаний 24 лютого 1998 року. В міжнародній угоді було зобов'язання створити засіб транспортування та доставлення на Міжнародну космічну станцію в Японії.
У 2003 році через аварію на шатлі Колумбія була прискорена робота з виведення Шатлів з експлуатації, і HTV ставали все важливішими для постачання припасів на станцію. Спочатку японський досвід проєктування і виготовлення ґрунтувався виключно на супутникових технологіях. Для стикування HTV з МКС було запропоновано повністю автоматизоване зближення, NASA, однак відкинули його як варіант.
До речі, перший варіант носія HTV H-IIA був розроблений також для запуску додаткових вантажів.
Створенню HTV в Японії передувала розробка багаторазового космічного літака, що називався HOPE-X («Надія», H-II) і знаходився на стадії розробки. HOPE також вважали придатним для транспортування вантажів та доставлення екіпажів до космічної станції, він був кораблем багаторазового використання і, на відміну від одноразового HTV, мав іншу продуктивність та вартість доставки — значно більшу, яка, врешті-решт, виявилася неприйнятною. Програма його створення була заморожена.

### Витрати на розробку
Всього витрати на розробку в тому числі витрати на будівництво склали 200 млрд єн і 67700 млн на демонстратори технологій і близько 14 млрд єн на створення носія H-2B.

### Назви
Варіантів назви корабля було декілька тисяч. Фінальна назва була оголошена після вдалого старту, за японською «космічною традицією». Це було причиною використання одноразової назви, яка б була використана лише раз. Був оголошений конкурс з 30 серпня до 27 вересня 2010 року отримали фінальну назву, яку оголосили 11 листопада 2010 року — «Коноторі» (Лелека). Загальна кількість дійсних записів в 17026 повідомлень «Коноторі», пропозицію було число 217.

## Конфігурація

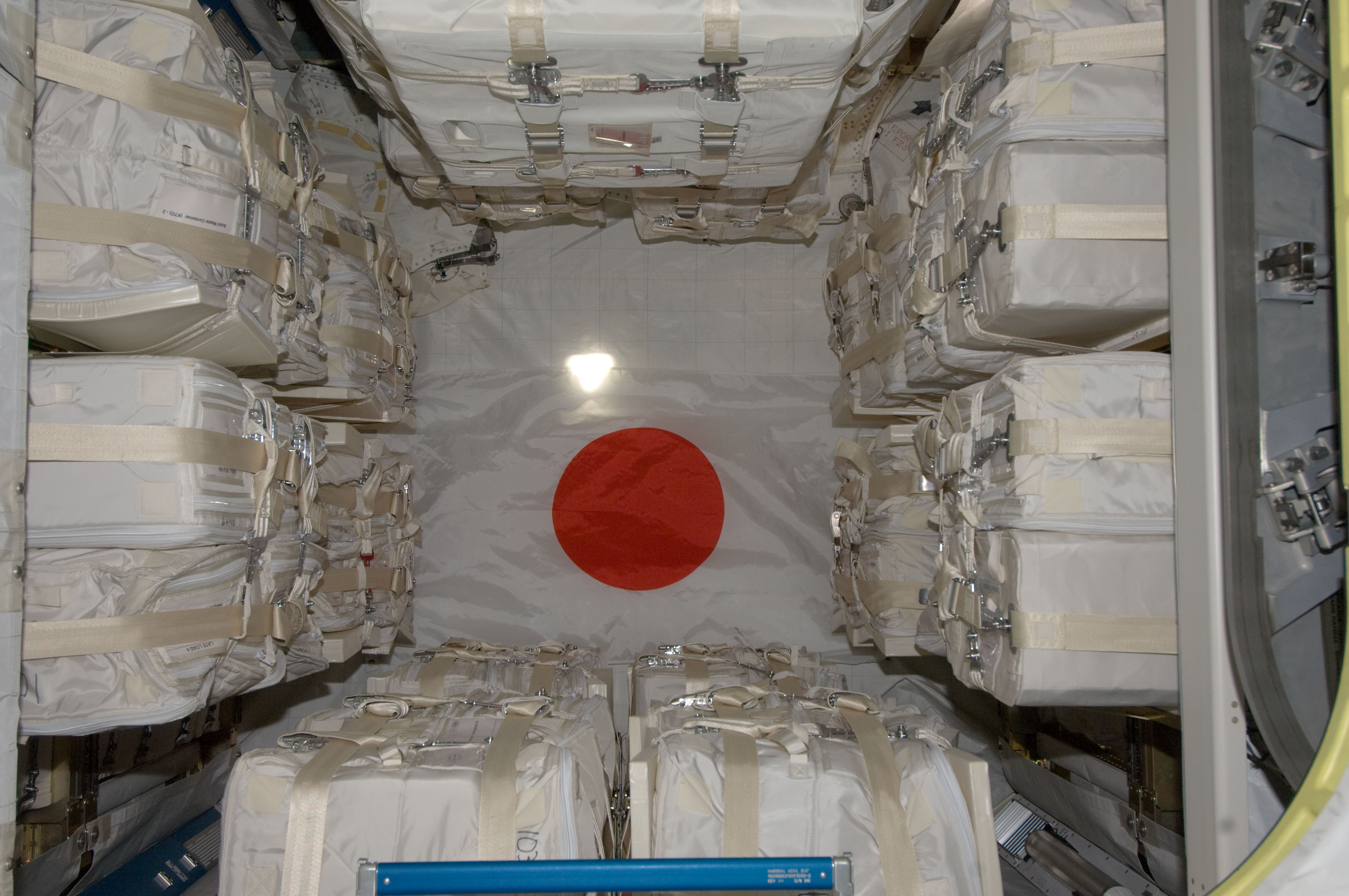
Внутрішній інтер'єр герметичного вантажного відсіку HTV-1

HTV має довжину близько 10 м (у тому числі з двигунами маневрування на одному кінці) і 4,4 м в діаметрі. Загальна маса становить 10,5 тонн, з 6000 кг (13000 фунтів) корисного навантаження.
HTV є більшим і простим, ніж корабель «Прогрес», який понині використовується в Росії для доставлення вантажів до станції, оскільки не має комплексу стикування і системи зближення. Замість цього, виконується тільки досить близький підліт до станції, щоб бути захопленим Canadarm-2, який підтягне його в порт стоянки на МКС в модулі Гармонія.
HTV може здійснювати постачання в комбінації двох з різних «сегментів», які можуть бути з'єднані разом. Один з них під тиском здатний транспортувати 6000 кг, який має у своєму складі додатковий адаптер док на одному кінці, щоб дозволити вивантаження з корабля. Він розроблений спеціально для МКС. Він також буде мати місткість для доставлення до 300 кг води на станцію. Інший сегмент легший і трохи довший, негерметичний, який має у своєму складі люк на стороні, щоб дозволити вивантаження вантажів, що не проходять крізь габарит перехідного люка.
Базова конфігурація, відома як «Змішаний логістичний перевізник», використовує один сегмент під тиском і один без тиску і може нести 7600 кг вантажу. В цілому його довжина становить 9,2 м. Коли використовуються два сегменти під тиском кількість вантажів, які можливо доставити дещо зменшується приблизно до 7000 кг, а загальна довжина зменшується до 7,4 м.

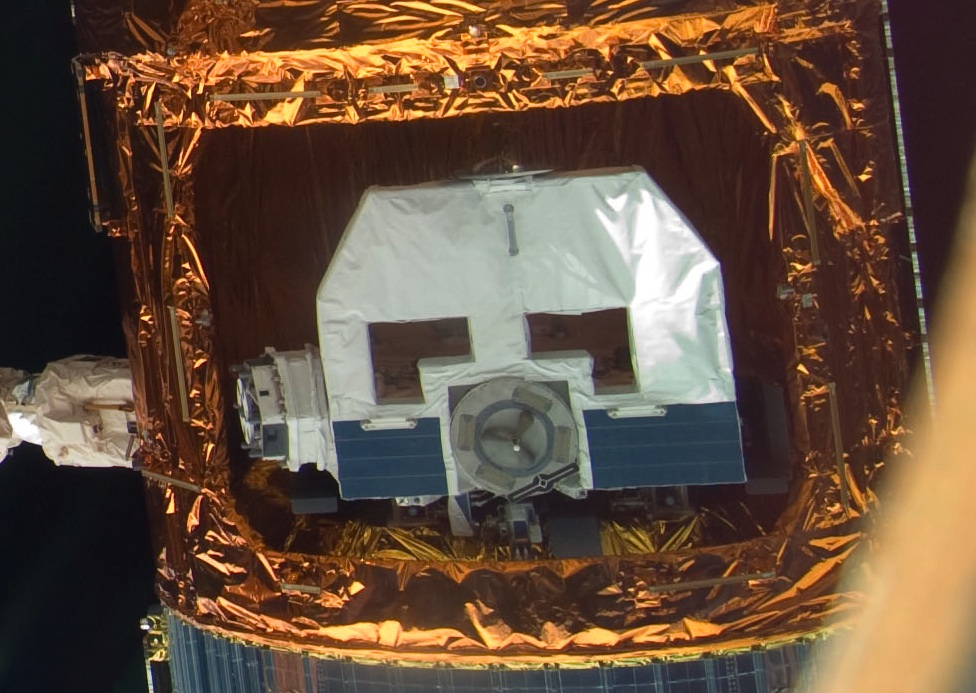
Вигляд негерметичного вантажного відсіку HTV-1

HTV має двигуни для створення обертального моменту для управління положенням HTV, та двигуни тяги для виконання орбітальних маневрів, таких як стикування і вхід в щільні шари атмосфери. HTV має чотири основних двигунів тягою 500 Н і двадцять вісім тягою 110 Н для точної корекції положення в просторі.
Обидві системи використовують двокомпонентне ракетне паливо, а саме монометилгідразин (ММГ) як паливо і оксид азоту (MON3) як окислювач.
Обидва типи двигунів виробляються компанією Аероджет, двигун 500Н має схожість з двигуном R-4D, що є похідним від програми Apollo і 110 Н-й двигун R-1E — це коригувальний двигун з програми Шатл. HTV має запас палива близько 2400 кг в чотирьох баках.
Після того як на орбіті буде завершений процес розвантаження, HTV буде завантажений відходами та відстикований. Потім корабель зійде з орбіти та згорить при вході в атмосферу, залишки впадуть в спеціальний район Тихого Океану.

## Основні відомості
Вантажний корабель HTV має довжину приблизно 9,2 метра (разом з двигунами системи орбітального маневрування у хвостовій частині) і діаметр 4,4 метра. Без вантажу, корабель важить приблизно 10,5 тонни. У порівнянні з російським транспортним кораблем «Прогрес», який здійснює дооснащення МКС нині, корисне навантаження «HTV» більше. Японський транспортник не має системи автономного стикування — передбачається, що кораблем будуть керувати з МКС, після його наближення до станції. За допомогою канадського маніпулятора «Канадарм-2» його захоплять й зістикують з одним зі стикувальних вузлів модуля «Гармонія». У кораблі передбачені додаткові стикувальні вузли, з допомогою яких корабель може пристиковуватися до модулів «Дестіні» і «Коламбус», на відміну від російських кораблів. Енергопостачання вантажного судна здійснюється, в тому числі сонячними батареями. Подібно до «Прогресу», після розвантаження HTV заповнюється відходами, відстиковується від станції й згоряє в атмосфері.

## Запуски
Перший корабель був виведений на орбіту з японського космодрому Танегасіма ракетою-носієм H-IIB (вдосконаленою версією H-IIA). 10 вересня 2009 в 17:01:46 UTC відбувся перший запуск.
Другий корабель названий «Коноторі» («білий лелека») був запущений до МКС 22 січня 2011 року зі стартового комплексу Йосінобу, що входить до складу космічного центру Танегасіма. Запуск здійснений о 15:29 за місцевим часом.
Корабель доставив на станцію понад 5 тонн різних вантажів, у тому числі для японського модуля «Кібо».
Всього, до 2020 року здійснено 9 запусків.
| HTV   | Дата та час запуску            | Носій виведення | Дата та час відстиковки        |
| ----- | ------------------------------ | --------------- | ------------------------------ |
| HTV-1 | 10 вересня, 2009, 17:01 (UTC)  | H-IIB F1        | 1 листопада, 2009, 21:26 (UTC) |
| HTV-2 | 22 січня, 2011, 05:37:57 (UTC) | H-IIB F2        | 30 березня 2011 03:09 (UTC)    |
| HTV-3 | 21 липня 2012, 02:06:18 (UTC)  | H-IIB           | 14 вересня 2012, 05:27 (UTC)   |
| HTV-4 | 3 серпня 2013, 19:48:46 (UTC)  | H-IIB           | 7 вересня 2013, 06:11 (UTC)    |
| HTV-5 | 19 серпня 2015, 11:50:49 (UTC) | H-IIB           | 29 вересня 2015, 20:33 (UTC)   |
| HTV-6 | 9 грудня 2016, 13:26 (UTC)     | H-IIB           | 5 лютого 2017, 15:06 (UTC)     |
| HTV-7 | 22 вересня 2018, 17:52 (UTC)   | H-IIB           | 10 листопада 2018, 21:38 (UTC) |
| HTV-8 | 24 вересня 2019, 16:05 (UTC)   | H-IIB           | 3 листопада 2019, 02:09 (UTC)  |
| HTV-9 | 20 травня 2020, 17:31 (UTC)    | H-IIB F9        | 18 серпня 2020, 07:07 (UTC)    |

## Конструкція
Вантажний корабель HTV складається з трьох основних частин. У хвостовій частині розташований двигун, середня вміщує системи керування та енергозабезпечення. Вантажний відсік знаходиться в носовій частині.
Вантажний відсік, відомий під ім'ям «Комбінований Вантажний Модуль» складається з двох сегментів.
Конструкцією відсіку передбачені два типи таких сегментів: герметичний і негерметичний.
Відсік можна комплектувати двома різними комбінаціями сегментів:
- герметичним/негерметичним;
- герметичним/герметичним.

Герметичний сегмент здатний вміщати шість тонн корисного навантаження; оснащений додатковим стикувальним вузлом (для розвантаження корабля у нештатній ситуації). Може нести вісім міжнародних стандартних стійок корисного навантаження (ІСПІ). Також, в конструкції є резервуар, в який може поміститися до 300 кг води для потреб МКС.
Негерметичний сегмент легший і довший ніж герметичний. На одній з його сторін розташований спеціальний люк для розвантаження громіздких предметів, які не можуть бути переміщені через стандартні стикувальні перехідники МКС. Передбачено і місце під зовнішній вантаж.
Комбінація двох герметичних сегментів несе більше навантаження, ніж комбінація герметичного і негерметичного сегментів, яка своєю чергою трохи подовжує корабель.

## Порівняння з іншими видами транспорту
Кораблі типу Спейс Шаттл виведені з експлуатації у 2011 році та одним з основних засобів доставки вантажів на МКС став HTV, а також Російський Прогрес з європейським (ATV). Прогрес і ATV мають вузол для стикування діаметром 80 см для використання. І для постачання традиційних вантажів для космічного багатоцільового модуля логістики (MPLM) буде покладатися виключно на HTV.
Прогрес і ATV дозволяють переносити на борт станції матеріали, які можуть проходити через невеликий люк, МКС оснащена ємностями і трубопроводами для постачання палива. HTV не має спроможності транспортування палива. Прогрес і ATV для стикування з МКС і транспортування палива з хвостової частини в ємності МКС. HTV може приєднатися до МКС також перпендикулярно орієнтації станції, не мають можливості Ribusuto.
Втім HTV також може використовуватися для утилізації непотрібного обладнання та відходів, аналогічно Прогресу.

## Система зближення та стикування
HTV матиме відмінну від попередників систему зближення та стикування. Інші космічні апарати використовують російські системи автоматичного стикування, HTV є першим у світі апаратом, що буде пристиковуватись до МКС шляхом захоплення рукою-маніпулятором і стикуватись з його допомогою зі станцією. Цей метод, розроблений в рамках американської програми COTS для використання в космічних апаратів, розроблених недержавними комерційними організаціями.
Вантажі з внутрішнього обсягу доставляються всередину станції, а з зовнішнього відсіку — розміщуються, за допомогою того ж канадського маніпулятора, зовні станції для подальшого використання для ремонту зовнішніх елементів станції та проведення експериментів у відкритому космосі.

## Можливість використання НАСА
У липні 2008 року було повідомлення, що Сполучені Штати і космічне агентство НАСА почали неофіційні переговори з JAXA про купівлю космічного корабля HTV як наступника флоту шатла, через заклопотаність НАСА про заправку та обслуговування МКС після його відставку трансфер флоту в 2010 році. Наступного дня, НАСА випустило заяву для преси, заявивши, що «НАСА не офіційно або неофіційно обговорювали купівлю H-II передачі транспортних засобів». Космічне агентство і раніше, прихильна «вітчизняних комерційних вантажів постачання на космічну станцію.» NASA працює з приватними фірмами, такими як запуск SpaceX і Orbital Sciences Corporation.

## Поліпшення
Оскільки до 2015 року планується сім запусків HTV, варто вважати, що за цей період будуть здійснені певні покращення. Деякі поліпшення були здійснені вже в другому апараті, який стартував 22 січня 2011. В наступному також заплановані поліпшення.

### Поліпшення світлодіодного освітлення
Для додаткового освітлення, на МКС використовується люмінесцентна лампа. 
В HTV була розроблена система світлодіодного освітлення яка повинна бути встановлена на енергоблок №2 з 2011 року. Ця система освітлення розроблена Panasonic Electric Works, JAXA з метою застосувати світлодіодні пристрої через неможливість їх деградації чи збоїв, на відміну від флуоресцентних ламп. 20 світлодіодів, що встановлюватимуться на боту навряд чи будуть повністю використовуватися одночасно і будуть мати резервовану систему живлення. Вперше використаний в HTV, та МКС буде і надалі використовуватись в дослідженнях.

### Локалізація двигуна
Двигунний модуль виробництва компанії Aerojet. HTV мав використовувати ці двигуни через те, що Японія у 1990-ті роки мала дефіцит вітчизняних досягнень в сфері розробок двигунів для виведення на орбіту та маневрування на ній. З 2000-х років було розроблено чимало двигунів для ефективної роботи на орбіті. Було встановлено, що двигуни вітчизняного виробництва мають достатню ступінь надійності і можуть забезпечити потреби програми.

### Поліпшений акумулятор
В проєкті HTV спочатку планувалося використовувати лише сонячні батареї для живлення, проте згодом було вирішено, що варто додати акумуляторні батареї. Згодом, виявилося, що акумулятор не забезпечить необхідної продуктивності в космічному просторі. З моменту переходу до оригінальнішої конструкції, акумуляторні батареї підзаряджали завдяки сонячному елементу, який був розроблений, щоб дублювати вмонтовані батареї.

### Сонячні батареї
HTV не має звичних розкритих панелей сонячних батарей, як у інших кораблів. Сонячні батареї розміщені на його циліндричній поверхні. HTV має вставки з сонячних батарей на корпусі, які поліпшують теплові властивості обшивки. Через зниження ваги, зменшення тепловиділення, й підвищення рівня виробництва електроенергії легкі сонячні батареї були застосовані, щоб поліпшити роботу корабля на орбіті.

### Зв'язок з поліпшеною ракетою H-IIB
H-IIB має уніфікований другий ступінь з носієм H-IIA, на останній допускається застосовування головного обтікача з максимальним діаметром супутника тільки 3,2 м. На H-IIB в свою чергу дозволяється використовувати надкаліберний головний обтікач, що дозволяє виводити на орбіту супутники діаметром 4 метри. Крім того, H-IIB має перший ступінь того ж діаметра, а другий ступінь близько 5.2 м, щоб збільшити об'єм кріогенного палива для збільшення максимального корисного навантаження, й в свою чергу збільшити вантажопідйомність HTV.
Подальші апарати можуть мати значно покращені системи, що ще більше поліпшить експлуатаційні характеристики корабля.

### Багаторазова транспортна система (HTV-R)
Через згортання програми Спейс Шаттл, і загострення проблеми доставки вантажів на МКС було вирішено вжити заходів щодо скорочення експериментальних зразків. Наявні кошти були спрямовані для забезпечення транспортування на МКС вантажів та екіпажів у 2010 кораблями Союз. Вони є єдиним засобом доставки, екіпажів, а також здатні транспортувати приблизно 500 кг вантажу. Японія, враховуючи цей фактор, змушена була перерозподілити частину коштів на проєкт HTV-R. Це дозволить розвинути майбутні пілотовані космічні кораблі, також отримати досвід розробки спускних апаратів.
У 2010, JAXA планувало додати до корабля опціональну спускну капсулу. Спускна транспортна капсула після відділення від корабля HTV буде здатна повертати з орбіти МКС на Землю 1.6 тони вантажу. До космічної станції польоти машин такого типу почались у 2016 році.
Проєкт HTV-R має три варіанти:
- З огляду на невеликий розмір капсули встановлений в проєкті «Тиск» (варіант 0)
- Встановлений у даній без «Тиск» (варіант 1)
- Заміщених «Тиск» даному (варіант 2)

## Перспективи еволюції
HTV в перспективі можливо зможе доставляти на МКС людей. Передбачається, що апарат буде здатним здійснювати політ на всіх етапах в автоматичному режимі. Однак, ці ініціативи були опубліковані лише в наукових роботах, й офіційно прийнятого рішення про розробку поки що немає.

### HTV-X
У травні 2015 року, міністерство освіти, культури, спорту, науки і технологій Японії оголосило про пропозицію замінити базовий HTV на поліпшену, менш вартісну версію, попередньо названу HTV-X.
Передбачається, що поліпшена версія корабля HTV-X буде вперше використана для десятого польоту і буде виконувати обов'язки з постачання МКС у 2021—2024 роках. Крім того, JAXA погодилася виконувати польоти по матеріально-технічному забезпеченню HTV-X на космічну станцію Gateway в якості частини свого вкладу Gateway на додаток до спільної розробки модуля житла з ЄКА.
Перший запуск технічної демонстраційної машини на ракеті H3 був запланований на лютий 2022 року. На кораблі HTV-X планується мати маленьку поворотну капсулу. Спрощення загальної конструкції дозволить знизити стартову масу HTV-X до 15,5 т з 16,5 т HTV, а максимальна вага вантажу буде збільшена до 7,2 т. У HTV-X буде бічний люк, який дозволить завантажувати вантажі безпосередньо перед запуском (наприклад, свіжі продукти і наукові експерименти). JAXA буде використовувати HTV-X для здійснення експериментів і тестування передових технологій на навколоземній орбіті впродовж 18 місяців після того, як транспортний засіб завершить доставку вантажів і покине космічну станцію.
Також передбачається створення нової ракети H3, призначеної для виведення вантажного корабля HTV-X в космос.

### Для перевезення вантажів до Місяця
У двигунну установку закладалася можливість збільшення потужності й забезпечення цим виведення вантажу на місячну орбіту. Крім того, токсичні компоненти такої двигунної установки легше зберігати в космічному просторі, ніж рідкий водень.

### Пілотовані космічні апарати
JAXA розробляв план розвитку H-II Transfer Vehicle до 2015 й передбачав створення транспортного пілотованого космічного корабля, і 2025 планує перейти до практичної стадії. HTV передбачається буде доставляти космонавтів на станції. Планується створення спускного апарата, а оскільки вимоги з безпеки еквівалентні вимогам до пілотованого космічного корабля, тож це дає змогу розглядати HTV, як основу для розробки Японією пілотованого космічного корабля. Таким чином, космічна станція може бути створена, за допомогою описаних вище варіантів (HTV-R) розробки технології для пілотованого космічного корабля. JAXA планує підготувати план розвитку пілотованих космічних кораблів до 2015 року.
Ініціативи у 2020 році по HTV-R базуються на проєктах пілотованих повертаємих капсулах і розроблюваних багаторазових крилатих безпілотних системах. Щоб об'єднати їх, намагаються розробити багаторазовий пілотований космічний корабель до 2025 року.
Ініціатива ця була оголошена в червні 2008 року. За даними, HTV чотиримісна пілотована капсула буде зібрана на основі двигунного модуля. Вантажний HTV в заміні здатний повернути 1,6 тонни вантажів з МКС на Землю. Максимальна конфігурація модуля також має у своєму складі систему життєзабезпечення і систему аварійного порятунку. Ця ініціатива була заснована у 2001 році, коли НАСД оголосив Розширення Місії дослідного центру Ініціатива «Фудзі». Оскільки кораблі мають багато спільного з кораблями Союз і Шеньчжоу, то питання полягає в розробці з нуля модуля-пілотованої капсули для спуску, решта ж: електричні системи, двигуни, вже розроблені.
Тип HTV з пілотованою капсулою передбачає невеличке оновлення двигунного модуля та модуля проживання.

### Проєкт японської космічної станції
Створення HTV, засноване на ідеї створення власної Японської космічної станції. Носій H-IIB запускав би на орбіту модулі замість засобів доставки вантажів. HTV, як вважають, використовувався б в нинішній якості.
Цей самий підхід здійснюється при ідеї створення російської космічної станції. В Росії модулі МКС і станції Мир створені на основі модулів корабля ТКС й були розроблені на одній базі, тому що, самі по собі можуть бути пристиковані до МКС, а бортінженер МКС міг би контролювати висоту і положення станції в просторі. Китайський космічний корабель «Шеньчжоу» також призначений для використання, як космічна станція, разом з кораблем.